# 曾和博朗
曾和 博朗（そわ ひろし、1925年（大正14年）4月27日 - 2015年（平成27年）12月2日）とは、能楽囃子方、小鼓方幸流能楽師。重要無形文化財各個認定保持者（人間国宝）。京都出身。

## 略歴
小鼓方幸流の曾和家三代目
。祖父の曾和鼓堂（こどう）、父の曾和脩吉（しゅうきち）に師事。6歳から稽古を始め、10歳時に『小鍛冶』の独調で初舞台。1942年（昭和17年）祖父と父が相次いで没し、同年6月から東京の幸流十六世宗家、幸祥光の内弟子となる。1944年（昭和19年）12月に召集され、無線通信兵として2年間中国に渡る。終戦を張家港で迎え、大同で捕虜となり、山口県仙崎港を経て京都へ復員。
1992年（平成4年）京都市芸術功労賞。1995年（平成7年）催花賞。1998年（平成10年）重要無形文化財保持者に各個認定（人間国宝）。2000年（平成12年）勲四等旭日小綬章。2007年（平成19年）京都府文化賞特別功労賞。現役最高齢の人間国宝として活動していた。

## 役職等
- 社団法人能楽協会京都支部相談役、京都能楽会相談役、京都囃子方同明会理事長、京都能楽養成会講師

## DVD
- 能楽名演集4 能 観世流『羽衣～彩色之伝』片山九郎右衛門（幽雪） 宝生閑 宝生欣哉 則久英志 藤田六郎兵衛 曽和博朗 河村大 前川光長／宝生流『花筐』三川泉、NHKエンタープライズ
- 能楽名演集4 狂言 和泉流『木六駄』野村万蔵／大蔵流『鬮罪人』茂山千五郎 茂山千之丞 茂山忠三郎 森田光春 曽和博朗 中村喜彦 小寺俊三／大蔵流『通圓』茂山千作、NHKエンタープライズ